# دين فينلايسون
دين فينلايسون هو سياسي كندي، ولد في 1920، وتوفي في 2005. نشط حزبياً في Conservative Party of British Columbia ‏.